# Reston
Reston és una població dels Estats Units a l'estat de Virgínia. Segons el cens del 2000 tenia 56.407 habitants.

## Demografia
Segons el cens del 2000, Reston tenia 56.407 habitants, 23.320 habitatges, i 14.481 famílies. La densitat de població era de 1.269,9 habitants per km².
Dels 23.320 habitatges en un 29,6% hi vivien nens de menys de 18 anys, en un 50,2% hi vivien parelles casades, en un 8,9% dones solteres, i en un 37,9% no eren unitats familiars. En el 29,3% dels habitatges hi vivien persones soles el 5,2% de les quals corresponia a persones de 65 anys o més que vivien soles. El nombre mitjà de persones vivint en cada habitatge era de 2,4 i el nombre mitjà de persones que vivien en cada família era de 2,99.
Per edats la població es repartia de la següent manera: un 22,5% tenia menys de 18 anys, un 6,9% entre 18 i 24, un 36,3% entre 25 i 44, un 27% de 45 a 60 i un 7,3% 65 anys o més.
L'edat mediana era de 36 anys. Per cada 100 dones de 18 o més anys hi havia 93,1 homes.
La renda mediana per habitatge era de 80.018 $ i la renda mediana per família de 94.061 $. Els homes tenien una renda mediana de 70.192 $ mentre que les dones 45.885 $. La renda per capita de la població era de 42.747 $. Entorn del 3,2% de les famílies i el 4,5% de la població estaven per davall del llindar de pobresa.

## Poblacions més properes
El següent diagrama mostra les poblacions més properes.